# Itoshima
Itoshima (jap. 糸島市 Itoshima-shi) – miasto w Japonii, w prefekturze Fukuoka, na wyspie Kiusiu.

## Historia
Miasto Itoshima powstało 1 stycznia 2010 roku w wyniku połączenia miasta Maebaru oraz miasteczek Shima i Nijō (z powiatu Itoshima).

## Populacja
Zmiany w populacji Itoshimy w latach 1970–2015:
| Rok  | Populacja |
| ---- | --------- |
| 1970 | 56 204    |
| 1975 | 59 697    |
| 1980 | 66 220    |
| 1985 | 73 649    |
| 1990 | 77 610    |
| 1995 | 88 691    |
| 2000 | 95 040    |
| 2005 | 97 974    |
| 2010 | 98 435    |
| 2015 | 96 475    |